# Bolboceras bigibbosum
Bolboceras bigibbosum är en skalbaggsart som beskrevs av Luederwaldt 1929. Bolboceras bigibbosum ingår i släktet Bolboceras och familjen Bolboceratidae. Inga underarter finns listade.